# Rachid Raha
Rachid Raha Ahmed (Nador, 12 de febrero de1964) es un periodista y antropólogo marroquí nacionalizado español. Ha sido cofundador del Congreso Mundial Amazig y posteriormente de la Asamblea Mundial Amazig, organizaciones que también ha presidido.  Es autor de numerosos artículos de prensa y de investigación sobre la cultura, la identidad y la sociedad bereber.  En la actualidad es editor del periódico “Le Monde Amazigh”, que se publica en Rabat, presidente de la Fundación Montgomery Hart de Estudios Amazighs y vicepresidente para Europa del Congreso Mundial Amazig.

## Biografía
Realizó sus primeros estudios en Nador y realizó estudios universitarios en 1986 de medicina (2º año) en la Universidad de Burdeos II de Francia y de biología (3er año) en la Universidad de Granada en España. 
De 1993 a 1999 realizó un curso de formación en antropología social en el Centro de Investigaciones Etnológicas "Angel Ganivet" en Granada. En 2001 fue investigador asociado al centro.  En 2001 inició su relación con la comunicación, primero como cogerente de la sociedad de edición y producción audiovisual "Editions Amazigh" y desde 2003 como periodista profesional en "El Mundo Amazigh/Amadal Amazigh"

### Activista en el movimiento bereber
En el quinto congreso celebrado en Tizi Ouzou (Argelia), Rachid Raha creó una organización disidente que asumió el mismo nombre hasta el sexto congreso celebrado en Bruselas el 9-11 de diciembre de 2011 en Bruselas en el que Congreso Mundial Amazig (AMC "Raha") decidió el cambio de nombre, el rediseño de su estatutos y la creación de una nueva institución con nuevas estructuras convirtiéndose en la Asamblea Mundial Amazig (AMA). 
Fundador del Colectivo de Documentación y Estudios Amazighs de la Universidad de Granada en octubre de 1992 y Presidente de la asociación de 1992 a 1995 
En 1995 fundó la Asociación de Cultura Tamazight en Granada y presidió la asociación de 1995 a 2002 y fue miembro fundador del Congreso Mundial Amazig creado en Saint Rome de Dolan en septiembre de 1995. Presidió la organización de 1999 a 2002 y de 2008 a 2009 y fue vicepresidente de 2002 a 2008.
En marzo de 1997 fundó en Granada Fundación Mediterránea Montgomery Hart de Estudios Amazighs y Magrebíes
En 2011 cofundó la Asamblea Mundial Amazig de la que fue presidente delegado para asuntos internacionales de la de 2011 a 2013 y Presidente y encargado de asuntos internacionales de 2013 a 2015.

## Publicaciones
- Marginación y educación: La minoría bereber en Melilla Cuadernos de pedagogía, 0210-0630, N.º 277, 1999, págs. 88-89
- ¿Por qué enseñar el tamazight en España? Archivado el 16 de enero de 2017 en Wayback Machine. Aldaba: revista del Centro Asociado a la UNED de Melilla, 0213-7925, N.º 27, 1996 (Ejemplar dedicado a: Construir desde la diversidad), págs. 115-120
- El "Dahir bereber" contra los bereberes Archivado el 16 de enero de 2017 en Wayback Machine.. Aldaba: revista del Centro Asociado a la UNED de Melilla, 0213-7925, N.º 21, 1993, págs. 161-166
- En coordinación con Vicente Moga Romero: Amazigh-Tamazight: debate abierto, Número monográfico de Aldaba,nº19, UNED, Melilla, 1993
- Imazighen del Magreb entre Occidente y Oriente, Granada 1994.
- Coordinador de “Fundamentos de Antropología” n.º 4, Número monográfico sobre Abdelkrim Al Jatabi y el protectorado hispano-francés en Marruecos, en El Centro de Investigaciones Etnológicas Ángel Ganivet, Granada, 1996.
- En coedición con David Montgomery Hart: La Sociedad bereber del Rif marroquí: sobre de la teoría de segmentariedad en el Magreb; Ed. C.I.E. Ángel Ganivet y Universidad de Granada, Granada 1999.
- Coordinador de la parte monográfica Vicente Moga Romero de: La mujer tamazight, de la revista “El Vigía de la Tierra”, n.º 2 y 3, Ciudad Autónoma de Melilla, Melilla, 1997.
- La mujer tamazight y las fronteras culturales, Coedición con Vicente Moga Romero, Consejería de Cultura, Melilla, 1998.
- Iles inu, libro de cuentos en bereber (tarifit), copublicado con Máximo Santos Tirado y Yahya E-rramadani, Tilburg, 1998. Tilburg University Press (Holanda).
- Estudios amazighes: substratos y sinergias culturales, Co-édition avec Vicente Moga Romero, Consejería de Cultura, Melilla 2000.
- Iles inu II, libro de enseñanza en bereber (tarifit), copublicado con Yahya E-rramadani, Tilburg, 2000. Tilburg University Press (Holanda).
- Marroquies en la Guerra Civil, coordinación con J.A. González Alcantud y Mustafa Akalay. Edición Anthropos, Barcelona 2003.
- La guerre chimique contre le Rif, coordinación con Mimoun Charqi y Ahmed El Hamdaoui, Editions Amazigh, Rabat 2005.[5]